# Nepomuki Szent János-szobor (Pápa)
A pápai Szent István úton álló rokokó Nepomuki Szent János-szobor 1753-ban készült Esterházy Ferenc gróf megbízásából, alkotója valószínűleg azonos a Szent Flórián-szobor készítőjével. Helye valaha a pápai tó partján volt, ma a Várkert téglakerítésétől közrefogva, az egykori Győri úti vámházzal szemben áll. Az 1990-es évek végén restaurálták.
A szoborcsoport kompozíciója eltér a megszokottól, a szent meggyilkolását örökíti meg: a kőhídon álló páncélos katona husánggal sújt le a hídról vízbe forduló Nepomuki Szent Jánosra. A híd tövében puttók ülnek. A mértéktartó aranyozással díszített szobor magas posztamensen áll, rajta az Esterházy család koronás címerével; ezt négyszögű, rokokó stílusú áttört kőrács keretezi.